# Neu-Eichenberg
Neu-Eichenberg é um município da Alemanha, situado no distrito de Werra-Meißner, no estado de Hesse. Tem 27,53 km² de área, e sua população em 2019 foi estimada em 1.818 habitantes.